# Marcel Domingo
Marcel Domingo (15 de janeiro de 1924 - 10 de dezembro de 2010) foi um futebolista e treinador de futebol francês que atuava como goleiro. Ele passou parte de sua carreira na Espanha.